# Lynn Williams
Lynn Raenie Williams (Fresno, 21 de maio de 1993) é uma futebolista estadunidense que atua como atacante. Atualmente joga por empréstimo pelo Melbourne Victory FC.

## Carreira
Lynn frequentou a Bullard High School, onde jogou no time do colégio e ganhou prêmios em todas as ligas e áreas durante todos os quatro anos. Ela estabeleceu o recorde escolar em pontuação com 117 gols na carreira (para meninos ou meninas) e terminou sua carreira jovem com 47 assistências. Como sênior em 2011, foi nomeada para a terceira equipe ESPN RISE All-American e marcou 50 gols. Depois de uma temporada da NWSL de 2016, Williams recebeu sua primeira convocação para a seleção feminina dos Estados Unidos em outubro de 2016 para um par de amistosos contra a Suíça.

## Títulos
Western New York Flash
- NWSL Champions: 2016

North Carolina Courage
- NWSL Champions: 2018, 2019
- NWSL Shield: 2017, 2018, 2019

Estados Unidos
- SheBelieves Cup: 2018, 2020, 2021
- Jogos Olímpicos: 2024 (medalha de ouro)